# Ukolsk
Ukolsk (biał. Укольск; ros. Укольск) – wieś na Białorusi, w obwodzie witebskim, w rejonie brasławskim, w sielsowiecie Słobódka.

## Historia
W czasach zaborów w gminie Brasław, w powiecie nowoaleksandrowskim, w guberni wileńskiej Imperium Rosyjskiego.
W latach 1921–1945 ówczesna kolonia leżała w Polsce, w województwie nowogródzkim (od 1926 w województwie wileńskim), w powiecie brasławskim, w gminie Brasław.
Według Powszechnego Spisu Ludności z 1921 roku kolonię zamieszkiwało 212 osób, 116 było wyznania rzymskokatolickiego, 17 prawosławnego, a 79 staroobrzędowego. Jednocześnie 27 mieszkańców zadeklarowało polską przynależność narodową, a 185 białoruską. Były tu 42 budynki mieszkalne. W 1931 w 40 domach zamieszkiwały 204 osoby.
Miejscowość należała do parafii rzymskokatolickiej w m. Belmont i prawosławnej w Brasławiu. Podlegała pod Sąd Grodzki w Brasławiu i Okręgowy w Wilnie; właściwy urząd pocztowy mieścił się w Brasławiu.